# Shōko Nakagawa
 (février 2020).
Si vous disposez d'ouvrages ou d'articles de référence ou si vous connaissez des sites web de qualité traitant du thème abordé ici, merci de compléter l'article en donnant les références utiles à sa vérifiabilité et en les liant à la section « Notes et références ».
Pour les articles homonymes, voir Nakagawa (homonymie).
Shōko Nakagawa (中川 翔子, Nakagawa Shōko, née le 5 mai 1985 à Tokyo au Japon), de son vrai nom Shiyōko Nakagawa (中川 薔子(しようこ), Nakagawa Shiyōko), surnommée Shokotan, est une chanteuse, actrice, tarento, seiyū, mangaka, et (ex-) idole japonaise ayant débuté en 2001. Elle est aussi connue pour son attirance pour la "culture otaku", le cosplay, les chats (félins), et son blog très visité. Otaku reconnue, une grande partie de sa carrière est consacré au anisong. En 2010, elle chante le générique d'ouverture de Seikimatsu Occult Gakuin, Flying Humanoid. En 2014, elle a fait partie des invités les plus attendus du 15e impact de Japan Expo. Au Japon, elle anime chaque semaine différentes émissions de télévision comme Pokémon Get TV (anciennement Pokémon Sunday, Pokémon Smash).

## Biographie

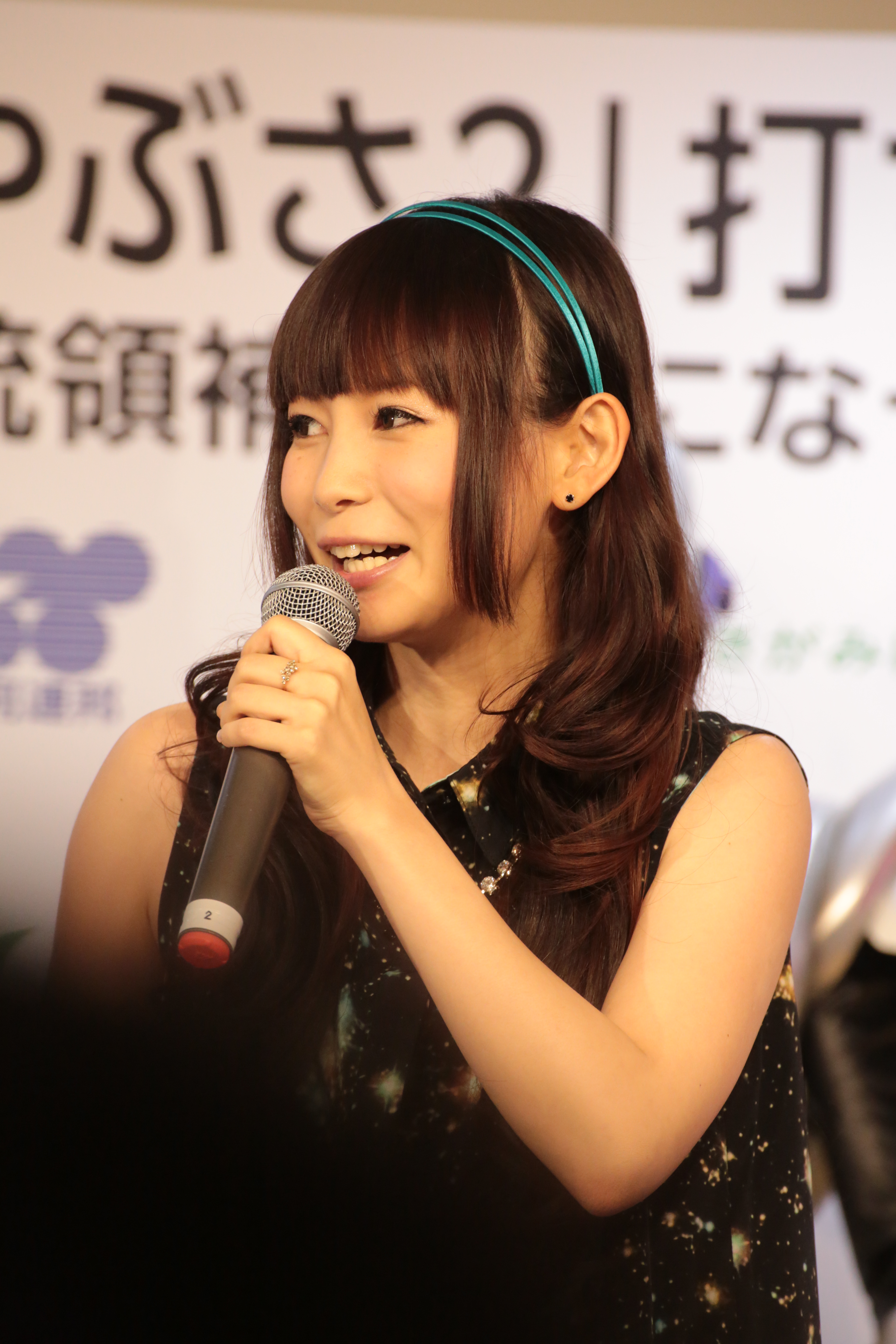
Shōko Nakagawa.

Son père, bien qu'il soit décédé lorsqu'elle avait huit ans, a eu une grande influence dans sa vie. Alors qu'elle n'avait que cinq ans, son père lui faisait lire des mangas d'horreur en lui faisant croire qu'elle ne pourrait pas devenir adulte sans les lire. Finalement, Shokotan a diversifié ses goûts et adore les Idols des années 1980, les animes et le retro-gaming. Elle est souvent associée aux otakus en partie à cause de cela. Son amour pour les sentaï a commencé après avoir regardé "Mirai Sentai Timeranger", son rêve était de devenir une Gravure Idol comme Katsumura Mika, l'actrice qui jouait le rôle de Yuri, le ranger rose.
Elle remporta le concours de Miss Magazine 2002, ce qui fit grimper sa cote de popularité. En 2004, elle participa à Men B avec son idole Katsumura, ce qui leur permit de devenir très proche. Le dessin est l'une de ses grandes passions: quand elle était jeune, elle rêvait de venir mangaka. Elle poste régulièrement des illustrations sur son blog, ou encore sur son compte twitter. En 2006 a commencé une série appelé Shokotan Quest qui était disponible uniquement sur son site. Elle a alors rejoint le groupe d'illustrateur Jump Damashii.
Par ailleurs, elle est aussi une grande fan de Bruce Lee et des films de Kung-fu en général : elle possède même une paire de nunchucks personnalisé ! En tant que telle, lors qu'elle était jeune, bien avant d'être célèbre, elle allait souvent à Hong Kong avec sa mère. Un jour, elle s'est retrouvée assise à côté de Jacky Chan.
Elle se cosplay souvent et a vendu certains de ses cosplays aux enchères. Ces choix se portent principalement sur Evangelion, Sailor Moon, Jojo's Bizarre Adventure ou encore Final Fantasy. Son amour du cosplay lui a permis d’accroître sa popularité notamment auprès des amoureux du cosplay et des cosplayers. Le plus souvent elle se cosplay seule, mais occasionnellement Ito Ayaka et Kyan Chiaki, deux autres idoles se sont joints à elle.
En 2004, Shokotan a commencé à tenir un blog public: c'est de là que lui est venu le titre de Queen Otaku en raison des sujets de ses publications ou encore de sa façon particulière d'écrire ses messages (le Shokotanais). En Avril 2005, elle poste son 600e message, avec plus de 70 postes juste pour le mois de janvier. C'est un record national pour un blog d'Idol. Manabe Kaori fut nommée "Blog Queen" à cause de la fréquence de ses messages, mais fut détrôné par Shokotan qui lui vola le titre. Même de célèbres idols et amies comme Kawabe Chieco (environ cinq à sept messages par jour) n'ont pas réussi à la battre encore. En 2005, un livre fut même édité à propos de son blog. Le 21 avril 2006, son blog atteint les 100 millions de clics, elle se fait connaître internationalement pour ses photos où on la voit "manger" la tête de son chat nommée Mamitas.
Le 5 juillet 2006, elle sort son premier single original, Brillant Dream. Peu à peu, elle développe ses activités autour de ce qu'elle aime. Elle réalise Asia Live Tour en 2013 et 2014, où elle ne manque pas de passer par Hong Kong. Elle y chantera notamment une version cantonaise du générique de Tengen Toppa Gurren Lagann, Sorairo DAYS.
En 2009, elle créait une marque de vêtements et accessoires nommée « mmts » (se lit mamitasu). Avec des pièces très limitées, la boutique n'a pas d'emplacement physique, mais des expositions permanentes sont organisées dans plusieurs boutiques et notamment à Shibuya. Ce n'est qu'en 2013, lors d'une collaboration avec la célèbre marque BEAMS que la collection s'étoffe et qu'une boutique apparait. Située à un endroit stratégique pour Shoko (Nakano Broadway, temple de la culture retro-otaku), la boutique fait office de fenêtre vers l'univers de Shokotan avec évidemment un espace de vente mais aussi des articles appartenant à Shoko. La marque a collaboré avec d'autres licences connues comme Evangelion Creamy Mami...).
En 2014, mmts fait une apparition remarquée à Japan Expo via le stand de Tokyo Otaku Mode.
En 2020, elle fait une apparition lors de l'annonce du jeu Pokémon Unite où elle fait partie de l'équipe bleu.
la perte temporaire de travail due à la crise corona a été un tournant et elle a commencé à diffuser des vidéos sur YouTube, distinctes du canal de distribution de vidéoclips créé par le bureau. Depuis, son blog a à peine été mis à jour.
En 2021, elle a publié sa vidéo de maillot de bain sur YouTube et elle est devenue très populaire avec plus de 10 millions de vues en deux mois.
Le 28 avril 2023, Nakagawa a annoncé son mariage avec une non-célébrité.

## Discographie

### Singles
- 2006 : Brilliant Dream
- 2007 : Strawberry Melody
- 2007 : Sora-iro Deizu (générique de début pour Tengen Toppa Gurren Lagann)
- 2008 : Snow tears (générique de fin pour Hakaba Kitarō)
- 2008 : Shiny Gate
- 2008 : Tsuzuku Sekai (générique de fin pour Tengen Toppa Gurren Lagann)
- 2008 : Kirei À La Mode
- 2009 : Namida no Tane, Egao no Hana (chanson de fin pour le film de Tengen Toppa Gurren Lagann)
- 2009 : Kokoro no Antenna (chanson de fin pour Pokémon : Arceus et le Joyau de la vie)
- 2010 : Arigatō no Egao
- 2010 : Ray of Light (générique de fin pour Fullmetal Alchemist: Brotherhood)
- 2010 : Flying Humanoid (générique de début pour Seikimatsu Occult Gakuin)
- 2011 : Sakurairo
- 2011 : Tsuyogari (second générique de fin pour Beelzebub)
- 2012 : Horoscope
- 2012 : Pegasus Fantasy ver. Ω (générique de début pour Saint Seiya Omega)
- 2013 : Zoku Konton (Thème du web-game Sennen Yusha ~ Tokiwatari no Tomoshibito ~)
- 2013 : Once upon a time ~ Jap. Version~  / Sakasama Sekai (Opening Thème de "Puzzle Dragon Z" sur 3DS)
- 2014 : Nuigulumar Z (Thème du film "Nuigulumar Z")
- 2015 : Dori-Dori (Générique de fin de Pokémon XY)

### Mini-albums
- 2012 : nsum ~Nakagawa Shoko ga Utatte Mita!~ (nsum～中川翔子がうたってみた！～; nsum ~Nakagawa Shoko has Been Tried in Singing!~)
- 2013 : UCHI-SHIGOTO, SOTO-SHIGOTO!!

### Albums Covers
- 2007 : Shokotan☆Cover ~Anisong ni Koi wo Shite.~ (しょこたん☆かばー　～アニソンに恋をして。～)
- 2007 : Shokotan☆Cover×2 ~Anisong ni Ai wo Komete!!~ (しょこたん☆かばー×2　～アニソンに愛を込めて!!～)
- 2010 : Shokotan☆Cover 3 ~Anisong wa Jinrui wo Tsunagu~ (しょこたん☆かばー3 ～アニソンは人類をつなぐ～)
- 2011 : Shokotan☆Cover 4-1 ~Shoko☆Idol hen~ (しょこたん☆かばー4-1 ～しょこ☆ドル篇～)
- 2011 : Shokotan☆Cover 4-2 ~Shoko☆Rock hen~ (しょこたん☆かばー4-2 ～しょこ☆ロック篇～)
- 2013:  Shokotan☆Cover Bangai-hen

### Albums
- 2008 : Big☆Bang!!!
- 2009 : Magic Time
- 2010 : Cosmic Inflation
- 2014 : 9lives

## Filmographie
- 2005 : Helm Beetle King (兜王ビートル) en tant que Hoshikawa Lily
- 2005 : 楳図かずお恐怖劇場〜絶食〜 en tant qu’une amie du héros
- 2006 : Mr Koala (コアラ課長) dans son propre rôle
- 2006 : The Fast and the Furious: Tokyo Drift dans son propre rôle
- 2007 : X-Cross (そのケータイはXXで) en tant que Ju Misheng
- 2008 : Princesse Anmitsu ( Anmitsu Hime – あんみつ姫) en tant qu'Ichigodaifuku
- 2008 : Onlypic 2008 (東京オンリーピック2008) dans son propre rôle
- 2008 : Gegege no Kitaro : Sennen noroi uta (ゲゲゲの鬼太郎 千年呪い歌) en tant que Fuguruma Youbi
- 2008 : Hakaba Kitarō : Neko
- 2010 : Love is not on the correct way to design this well (恋の正しい方法は本にも設計図にも載っていない)
- 2014 : Nuigulumar Z
- 2014 : Tokyo Tribe

## J-Drama
- 2002 : Big Money!
- 2006 : Isshukan no Koi
- 2007 : Hou no Niwa
- 2007 : Honto ni Atta Kowai Hanashi Rei no Toru Ie
- 2008 : Anmitsu Hime
- 2008 : Neokora! ~Toukyou Kankyou Kaigi~
- 2009 : helsea Hotel e Youkoso
- 2009 : Anmitsu Hime 2
- 2013 : ATASU ~Special New Your Kara no Chousenjou!!~
- 2015 : MARE